# احمد محمدی
سیداحمد محمدی (متولد ۲۱ دی ۱۳۷۰ در قائمشهر) کشتی‌گیر آزادکار سبک وزن ایرانی است که مدال نقره مسابقات قهرمانی کشتی جهان ۲۰۱۴ ازبکستان را کسب کرد، وی همچنین عضو تیم ملی ایران در جام جهانی کشتی ۲۰۱۴ و ۲۰۱۵ بود که به همراه این تیم قهرمان جهان شد.

## فعالیت حرفه‌ای ورزشی

### قهرمانی آسیا ۲۰۱۴
سید احمد محمدی در وزن ۶۵ کیلوگرم بعد از پیروزی در دور اول با نتیجه ۱۰ بر صفر مقابل راجنش از هند، در دور دوم هم با نتیجه ۱۴ بر ۴ مقابل دوران ژوماگازیف، دارنده‌ی مدال برنز ۲۰۱۱ جهان و قهرمان آسیا از قزاقستان به پیروزی رسید و جواز حضور در مرحله نیمه‌نهایی را کسب کرد. وی در این مرحله هم با نتیجه ۱۰ بر صفر از سد حریف مغول خود گذشت و فینالیست شد. سید احمد محمدی در دیدار فینال مقابل کانگ جین هیوک از کره‌شمالی مقتدرانه و با نتیجه ۱۰ بر صفر به پیروزی رسید و در نخستین حضور خود در رقابت‌های قهرمانی آسیا به مدال طلا دست یافت.

### قهرمانی جهان ۲۰۱۴
محمدی در دور اولین مسابقه‌اش ماکسیمیلیان اوسنلینتر از اتریش را ۱۰‌ بر صفر شکست داد و در دور بعد جورج بوکور را با نتیجهٔ ۷ بر صفر از پیش رو برداشت. محمدی در مرحلهٔ بعد میهای ساوا از مولداوی را شکست داد و به مرحله‌ی نیمه نهایی راه یافت که در این مرحله نیز مصطفی کایا از ترکیه را با نتیجه‌ی ۱۷ بر ۱۰ شکست داد و به فینال صعود کرد. سید احمد محمدی در فینال مقابل سوسلان رامونوف از روسیه قرار گرفت و مغلوب حملات بی‌وقفه و انرژی تمام نشدنی او شد.

### قهرمانی جهان ۲۰۱۵
محمدی در دور اولین مسابقه‌اش دیوید هابات از اسلوونی را ۱۲ بر صفر شکست داد و در دور بعد فرانکلین مارن را با نتیجهٔ قاطع ۶ بر صفر از پیش رو برداشت. دارنده‌ی مدال طلای آسیا در مرحلهٔ بعد مقابل برنت متکالف آمریکا قرار گرفت و با یک کشتی فوق‌العاده توانست حریف سرسختش را ۵ بر ۴ شکست دهد و به مرحله‌ی یک چهارم نهایی راه یافت که در این مرحله نیز جورج بوکور از رومانی را با نتیجه‌ی ۶ بر یک شکست داد. نمایندهٔ ایران برای صعود به فینال فرانک چامیزو کشتی گیر کوبایی الاصل ایتالیایی را در پیش داشت و در حال ناباوری برابر این کشتی گیر قدر ضربه فنی شد و از صعود به فینال باز ماند. سید احمد محمدی کشتی گیر وزن ۶۵ کیلوگرم تیم ملی کشتی آزاد ایران توانست در دیدار رده بندی با پیروزی ۱۵-۵ برابر حریف سرشناس آذربایجانی خود طغرل عسگراف مدال برنز را کسب کند.

## افتخارات
- مدال برنز (قهرمانی جهان لاس وگاس آمریکا) (شهریور۹۴)

مدال طلا جام جهان پهلوان غلامرضا تختی کرمانشاه (بهمن ۹۳)
- مدال نقره مسابقات قهرمانی کشتی جهان ۲۰۱۴ ازبکستان (شهریور ۹۳)
- مدال برنز جام یاشاردغو ترکیه (بهمن ۹۰)
- قهرمان انتخابی تیم ملی ساری (۱۳۹۰)
- مدال برنزمسابقات قهرمانی کشتی جهان ۲۰۱۵ لاس وگاس (شهریور ۹۴)
- شرکت در مسابقات جام جهانی ۲۰۱۶